# Maria Róża Durocher
Maria Róża Durocher, właśc. Eulalie Mélanie Durocher (ur. 6 października 1811 w Saint-Antoine-sur-Richelieu, zm. 6 października 1849 w Longueuil) – założycielka zgromadzenia Sióstr Świętych Imion Jezusa i Maryi (łac. Soeurs des Saints Noms de Jésus et de Marie, SNJM) w Quebecu, kanadyjska błogosławiona Kościoła katolickiego.
Maria Róża była najmłodszym z dziewięciorga dzieci. W 1843 została zaproszona przez biskupa do założenia zgromadzenia kobiet; założyła zgromadzenie Sióstr Świętych Imion Jezusa i Maryi.
Zmarła w opinii świętości.
Beatyfikacji dokonał papież Jan Paweł II dnia 23 maja 1982.